# 玉川学園前駅

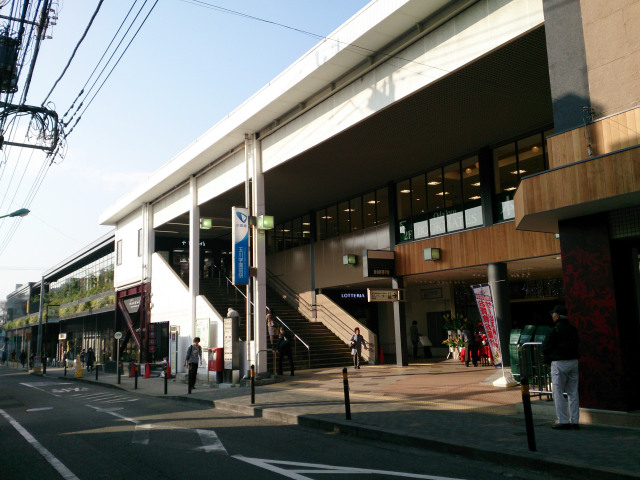
南口（2016年12月）

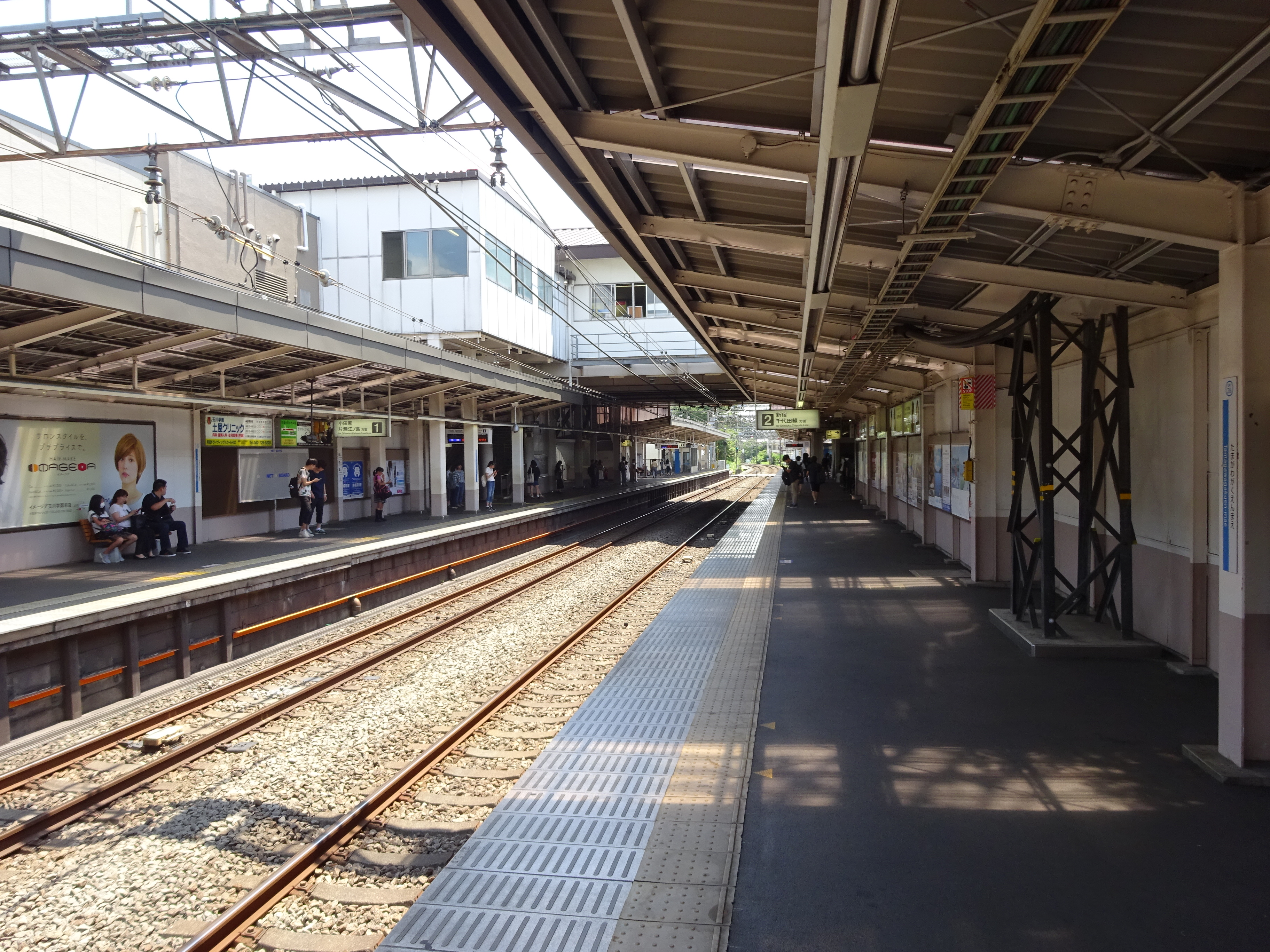
ホーム（2017年6月）

玉川学園前駅（たまがわがくえんまええき）は、東京都町田市玉川学園二丁目にある、小田急電鉄小田原線の駅である。駅番号はOH 26。

## 歴史
成城学園が成城学園前駅周辺の住宅開発をしたのと同様の手法で、学校法人玉川学園が駅を誘致して宅地開発を行い、その資金で学校建設を行うために開設された。

### 年表
- 1929年（昭和4年）4月1日：玉川学園創立者である小原國芳が、小田原急行（現・小田急電鉄）に駅舎を無償提供したことにより開設[1]。「直通」の停車駅となる。
  - 当時各停は新宿駅 - 稲田登戸駅（現・向ヶ丘遊園駅）間のみ運行であり、当駅までの運行はなかった。
- 1945年（昭和20年）6月：「直通」廃止と同時に各停が全線で運行されることとなり、停車駅となる。
- 1946年（昭和21年）10月1日：準急新設、停車駅となる。
- 1948年（昭和23年）9月：桜準急新設、停車駅となる。
- 1960年（昭和35年）3月25日：通勤準急新設、停車駅となる。
- 1966年（昭和41年）：駅舎改築、2代目駅舎使用開始[1]。
- 1970年（昭和45年）7月19日：駅舎再改築、3代目駅舎（現駅舎）使用開始。同時に自動改札機を試験的に導入（当時小田急線全線を通じ導入されたのは当駅のみ。故障多発から数年後に撤去）[1][2]。
- 2003年（平成15年）3月21日：駅構内エレベーター使用開始[3]。
- 2004年（平成16年）12月11日：区間準急新設、停車駅となる[4]。
- 2018年（平成30年）3月17日：ダイヤ改正に伴い、通勤準急新設、停車駅となる[5]。
- 2021年（令和3年）10月28日：玉川学園コミュニティセンターと北口駅舎を連絡する歩道橋「玉川学園前駅デッキ」開通[6]。

## 駅構造
相対式ホーム2面2線を有する地上駅。橋上駅舎を備える。東西にある丘陵の谷間に位置し、駅周辺の住宅地には急坂が多い。
東京メトロ千代田線方面との直通運転を行う列車は、平日のみ当駅に停車する。下り方面の直通列車は、朝の各駅停車1本・夜間の準急1本のみ当駅に停車する。上り方面の直通列車は、早朝の各駅停車1本・朝ラッシュ時の通勤準急のみ当駅に停車する。
2012年度（平成24年度）設備投資計画において行先案内表示器の新設が盛り込まれた。

### のりば
| ホーム | 路線     | 方向 | 行先                   |
| ------ | -------- | ---- | ---------------------- |
| 1      | 小田原線 | 下り | 小田原・片瀬江ノ島方面 |
| 2      | 小田原線 | 上り | 新宿・ 千代田線方面    |

## 利用状況
2024年度（令和6年度）の1日平均乗降人員は41,185人である（小田急線全70駅中27位）。
近年の1日平均乗降・乗車人員の推移は以下の通り。
| 年度               | 1日平均 乗降人員 | 1日平均 乗車人員 | 出典     |
| ------------------ | ---------------- | ---------------- | -------- |
| 1978年（昭和53年） |                  | 17,470           | [ * 1 ]  |
| 1979年（昭和54年） |                  | 17,643           | [ * 2 ]  |
| 1980年（昭和55年） |                  | 17,876           | [ * 3 ]  |
| 1981年（昭和56年） |                  | 18,221           | [ * 4 ]  |
| 1982年（昭和57年） |                  | 18,089           | [ * 5 ]  |
| 1983年（昭和58年） |                  | 18,302           | [ * 6 ]  |
| 1984年（昭和59年） |                  | 18,550           | [ * 7 ]  |
| 1985年（昭和60年） |                  | 19,165           | [ * 8 ]  |
| 1986年（昭和61年） |                  | 19,893           | [ * 9 ]  |
| 1987年（昭和62年） |                  | 20,077           | [ * 10 ] |
| 1988年（昭和63年） |                  | 21,159           | [ * 11 ] |
| 1989年（平成元年） |                  | 20,995           | [ * 12 ] |
| 1990年（平成02年） |                  | 21,934           | [ * 13 ] |
| 1991年（平成03年） |                  | 22,544           | [ * 14 ] |
| 1992年（平成04年） |                  | 22,918           | [ * 15 ] |
| 1993年（平成05年） |                  | 23,430           | [ * 16 ] |
| 1994年（平成06年） |                  | 23,367           | [ * 17 ] |
| 1995年（平成07年） |                  | 23,661           | [ * 18 ] |
| 1996年（平成08年） |                  | 23,844           | [ * 19 ] |
| 1997年（平成09年） |                  | 23,329           | [ * 20 ] |
| 1998年（平成10年） |                  | 23,493           | [ * 21 ] |
| 1999年（平成11年） |                  | 23,385           | [ * 22 ] |
| 2000年（平成12年） |                  | 23,236           | [ * 23 ] |
| 2001年（平成13年） |                  | 23,140           | [ * 24 ] |
| 2002年（平成14年） | 45,375           | 22,992           | [ * 25 ] |
| 2003年（平成15年） | 45,651           | 23,030           | [ * 26 ] |
| 2004年（平成16年） | 46,296           | 23,019           | [ * 27 ] |
| 2005年（平成17年） | 46,685           | 23,173           | [ * 28 ] |
| 2006年（平成18年） | 47,370           | 23,507           | [ * 29 ] |
| 2007年（平成19年） | 48,458           | 24,079           | [ * 30 ] |
| 2008年（平成20年） | 49,128           | 24,427           | [ * 31 ] |
| 2009年（平成21年） | 49,347           | 24,545           | [ * 32 ] |
| 2010年（平成22年） | 48,962           | 24,370           | [ * 33 ] |
| 2011年（平成23年） | 48,510           | 24,117           | [ * 34 ] |
| 2012年（平成24年） | 49,059           | 24,367           | [ * 35 ] |
| 2013年（平成25年） | 49,386           | 24,553           | [ * 36 ] |
| 2014年（平成26年） | 47,847           | 23,800           | [ * 37 ] |
| 2015年（平成27年） | 48,199           | 23,992           | [ * 38 ] |
| 2016年（平成28年） | 48,216           | 23,995           | [ * 39 ] |
| 2017年（平成29年） | 48,303           | 24,036           | [ * 40 ] |
| 2018年（平成30年） | 47,990           | 23,874           | [ * 41 ] |
| 2019年（令和元年） | 46,581           | 23,180           | [ * 42 ] |
| 2020年（令和02年） | 26,876           | 13,392           | [ * 43 ] |
| 2021年（令和03年） | 34,424           |                  |          |
| 2022年（令和04年） | 39,653           |                  |          |
| 2023年（令和05年） | 40,777           |                  |          |
| 2024年（令和06年） | 41,185           |                  |          |

## 駅周辺
学校法人玉川学園を中心とした学園都市であり、行政上の正式な住所にも「玉川学園」が用いられている。新宿方面からは玉川学園敷地内を走行するため、キャンパス内の風景が良く見える。春は桜の名所となる。駅北東側に広大な玉川学園があるため、線路と並走して鶴川駅方面へ行く道はない。駅東西および南側には線路と平行に走る道があり、商店街となっている。また、文教地区である駅周辺地域にはパチンコ店等の風俗営業はない。
都県境が近く、駅東方向へ山越えする神奈川県横浜市青葉区奈良町地域の一部も当駅の利用圏である。

### 北口
- 玉川学園正門
- 玉川学園購買部 キャンパスストア・タマガワ（紀伊國屋書店）
- 町田市玉川学園コミュニティセンター（旧・玉川学園文化センター）
  - 町田市役所 玉川学園駅前連絡所
- スーパー三和 玉川学園店
- きらぼし銀行 玉川学園支店
- 玉川学園前郵便局

### 南口
- 玉川学園南門
- 小田急マルシェ 玉川学園前[12]
  - Odakyu OX 玉川学園店
  - セリア 玉川学園店
  - 久美堂 玉川学園店
  - トモズ 小田急マルシェ玉川学園前店
  - ロッテリア 小田急マルシェ玉川学園前店
- すき家 玉川学園駅前店[13]
- ココカラファイン 玉川学園前南口店
- 城南信用金庫 玉川学園支店
- 昭和薬科大学：駅より徒歩15分程。

## 路線バス
町田市による玉川学園コミュニティバス（玉ちゃんバス）と、神奈川中央交通による路線が発着する。
玉川学園前駅（北口）
- 玉川学園コミュニティバス：北ルート
- 町03系統：町田バスセンター行（平日2本のみ）※2025年9月末をもって廃止予定

玉川学園前駅南口
- 玉川学園コミュニティバス：東ルート
- 玉川学園コミュニティバス：南ルート

## 隣の駅
小田急電鉄
 小田原線

■快速急行・■急行
通過
□通勤準急・■準急・■各駅停車（通勤準急は平日朝上りのみ、準急は平日夜間下りのみ）
鶴川駅 (OH 25) - 玉川学園前駅 (OH 26) - 町田駅 (OH 27)